# 东京国际交流馆
东京国际交流馆位于日本東京都江東区青海二丁目，于2001年7月开幕。

## 设施概要
- 地址：東京都江東区青海二丁目2番1号
- 营运：独立行政法人日本学生支援機構(JASSO)
- 留学生、研究生宿舎：約800戶（分为单身、夫婦、家庭三类房间）
- 多用途国际会议场地、媒体大厅
- 自修室、日語研修室、屋外運動場等

## 交通
- 百合鷗號東京國際郵輪碼頭站步行3分钟前往。
- 都营巴士海01系統、波01系統、波01出入系統、虹01系統「船之科學館站前」・「日本科学未来館前」下車步行2分钟前往。

## 邻近设施
- 日本科学未来館
- 船之科學館
- 符号长廊公園